# Zerind Lysý
Zerind Lysý (maď. Tar Szerénd; lat. Zyrind calvus) byl maďarský velmož, žijící v 10. století. Podle názorů moderních historiků Zerind náležel mezi členy Arpádovské dynastie. Jeho synem byl Koppány, který se na konci 10. století vzbouřil proti uherskému velkoknížeti Štěpánovi I. Svatému.

## Rodina

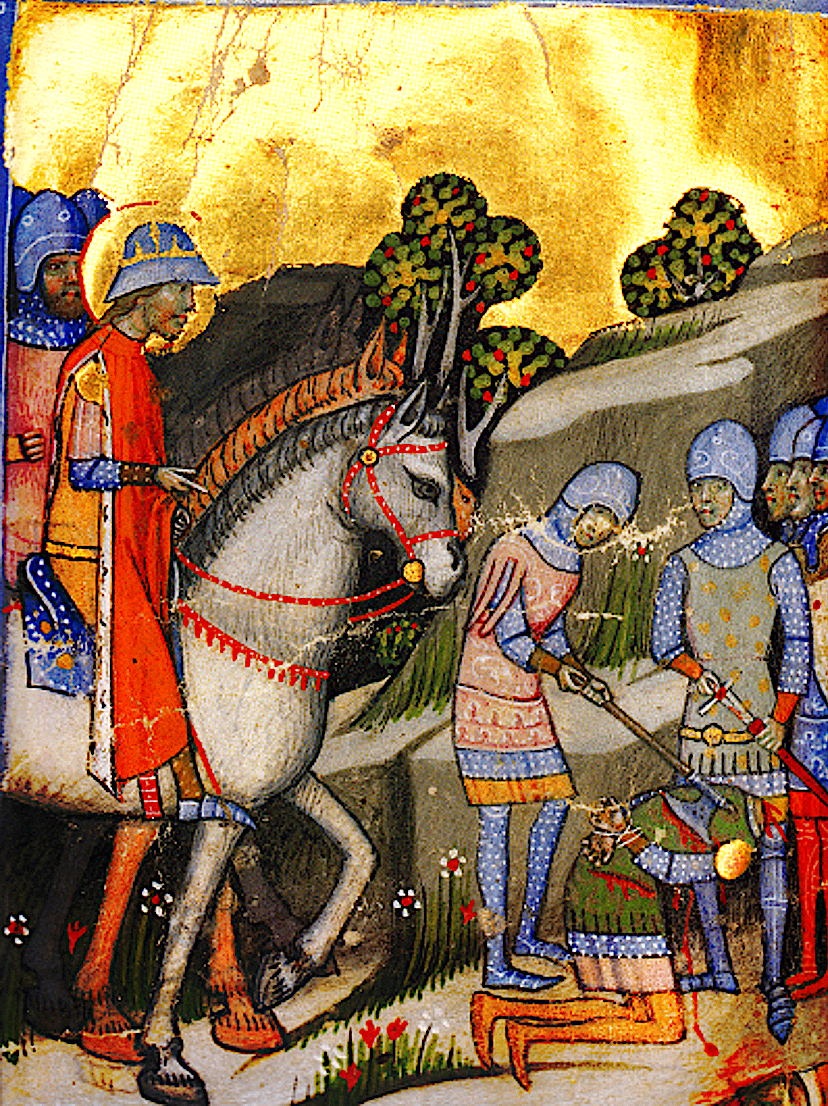
Zatknutí Koppányho, Zerindova syna

Podle Vídeňské obrázkové kroniky byl Zerind otec Koppányho, nepřítele Štěpána I. Ačkoli v kronikách nejsou přímé zmínky o tom, že by Zerind byl potomkem Almoše nebo Arpáda, vzhledem k faktu, že se koncem 10. století pokoušel jeho syn Koppány získat trůn, je pravděpodobné, že pocházel z dynastie Arpádovců. Není to však jisté, jelikož když byzantský císař Konstantin VII. Porfyrogennetos ve své listině přibližně z roku 950 vyjmenovával potomky velkoknížete Arpáda, Zerinda na ní nezmínil.
Historici István Katony a Kornél Bakay Zerinda ztotožňují s Michalem Uherským, jehož pohanské jméno je neznámé. Podle Katony a Bakaye musel být Zerind příbuzný s uherským velkoknížetem Gejzou, protože nárok jeho syna Koppányho na manželství s vdovou po Gejzovi Sarolt z Transylvanie uherští kronikáři považovali za incest, ačkoli byl v souladu s pohanským zvykem levirátu. Jiní historici Gyula Kristó a György Szabados se domnívali, že Zerind byl potomkem jednoho ze starších Arpádových synů, Tarhoše nebo Jutotzase. Kristó argumentoval tím, že Koppányho pokus o získání trůnu po Gejzově smrti ukazuje, že Koppányho a Zerindův předek byl nejstarší Arpádův syn. Uherský velkokníže Gejza, po jehož smrti se Koppány pokusil nastoupit na trůn, totiž pocházel z větve založené Arpádovým nejmladším synem Zoltánem. Koppány, jako potomek nejstaršího Arpádova syna, měl Gejzu nahradit, ve stylu starých uherských zvyků, které byly uplatňovány i u kmene Pečeněhů.

## Život

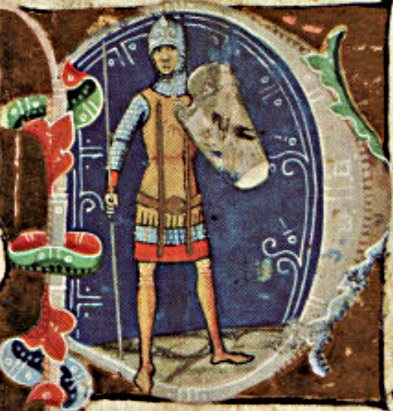
Uherský velkokníže Takšoň, otec Gejzy

O tom, kde leželo Zerindovo panství se vedou spory. Historici György Szabados nebo Attila Zsoldos se domnívají, že Zerindovo panství leželo mezi Blatenským jezerem a řekou Sávou. Tomuto panství vládl až do roku 955 náčelník Bulcsú. Podle varianty, kterou navrhl historik Gyula Kristó dostal Zerind toto území za to, že se zřekl nároků na uherský trůn ve prospěch Takšoňova syna, Gejzy. Pokud je tato varianta pravdivá, zdědil toto území, které leželo v Zadunají, po Zerindovi jeho syn Koppány, jenž se honosil titulem šomoďského knížete. Podle jiné teorie, kterou taktéž uvedl Gyula Kristó, Zerind krátce působil jako uherský velkoknížete.
Datum Zerindovy smrti je neznámé. Podle historika Gusztáva Heckenaste Zerind zemřel okolo roku 967. Historik Györgyho Szabadose se zase domnívá, že Zerind mohl být zavražděn na popud velkoknížete Gejzy, kterého středověké legendy popisují jako nemilosrdného a krutého vládce.